# Avard Moncur
Pour les articles homonymes, voir Avard et Moncur.
Avard Moncur, né le 2 novembre 1978, est un athlète des Bahamas, spécialiste du 400 m. Il mesure 1,96 m pour 82 kg et son club est le Doyle Management. Il récupère en 2012 la médaille de bronze du relais 4 × 400 m lors des Jeux olympiques de Sydney, à la suite de la disqualification de l'équipe arrivée première.

## Palmarès

### Championnats du monde d'athlétisme
- Championnats du monde d'athlétisme de 2001 à Edmonton ( Canada)
  -  Médaille d'or sur 400 m
  -  Médaille d'or en relais 4 × 400 m (USA disqualifiés)
- Championnats du monde d'athlétisme de 2003 à Paris ( France)
  -  Médaille de bronze en relais 4 × 400 m
- Championnats du monde d'athlétisme de 2005 à Helsinki ( Finlande)
  -  Médaille d'argent en relais 4 × 400 m
- Championnats du monde d'athlétisme de 2007 à Osaka ( Japon)
  - 8e sur 400 m
  -  Médaille d'argent en relais 4 × 400 m

### Jeux panaméricains
- Jeux Panaméricains de 1999 à Winnipeg ( Canada)
  - 8e sur 400 m
- Jeux Panaméricains de 2007 à Rio de Janeiro ( Brésil)
  - 6e sur 400 m
  -  Médaille d'or en relais 4 × 400 m

### Jeux du Commonwealth
- Jeux du Commonwealth de 2002 à Manchester ( Angleterre)
  -  Médaille de bronze sur 400 m
- Jeux du Commonwealth de 2006 à Melbourne ( Australie)
  - éliminé en demi-finale sur 400 m
  - disqualifié en finale du relais 4 × 400 m

## Meilleures performances
- 200 m : 20 s 89 	 	1,8 	3r1 Athens GA	7 mai 2005
- 400 m : 16 courses en dessous de 45 secondes 
  - Record : 44 s 45 	NR 	 1 		Madrid	7 Jul 2001
- 400 m haies : 53 s 23 	1	Tallahassee FL